# Roca Freezland
La roca Freezland es un islote rocoso puntiagudo y nevado de 305 m de alto localizado a 4 kilómetros de la costa occidental de la isla Blanco, que integra el archipiélago de las Sandwich del Sur, en el mar del Scotia (o mar de las Antillas del Sur).
Es el mayor y más occidental de los tres islotes rocosos que se encuentran al oeste de la punta Turmoil de dicha isla; siendo los restantes la roca Cerretti y la roca Wilson. La Dirección de Sistemas de Información Geográfica de la provincia de Tierra del Fuego cita la roca en las coordenadas 59°04′38″S 26°48′24″O / -59.07722, -26.80667.
En roca adyacente al oeste se ubica uno de los puntos que determinan las líneas de base de la República Argentina, a partir de las cuales se miden los espacios marítimos que rodean al archipiélago.

## Historia
Su nombre fue colocado en 1775 por el Capitán inglés James Cook, en honor a Samuel Freezland, el marinero que lo avistó por primera vez. Originalmente creyó que era la cima de una montaña. En 1930 el personal británico de Investigaciones Discovery, a bordo del RRS Discovery II, descubrió que se trata de un islote rocoso.
El islote nunca fue habitado ni ocupado, y como el resto de las Sandwich del Sur son reclamados por el Reino Unido que la hace parte del territorio británico de ultramar de las Islas Georgias del Sur y Sandwich del Sur, y por la República Argentina, que la hace parte del departamento Islas del Atlántico Sur dentro de la provincia de Tierra del Fuego, Antártida e Islas del Atlántico Sur.